# Aadorp
Aadorp is een dorp in de Twentse gemeente Almelo in de Nederlandse provincie Overijssel. Aadorp ligt in het voormalige veengebied ten noorden van de lijn Almelo-Wierden aan weerszijden van het kanaal Almelo-De Haandrik. Dit veengebied werd na 1900 geleidelijk ontgonnen. Aadorp maakte tot 2001 deel uit van de gemeente Vriezenveen. De witte grenspaaltjes van de gemeente Almelo staan nog langs de oude gemeentegrens Almelo-Vriezenveen.

## Geschiedenis
In de periode 1900 – 1920 wordt het gebied ten westen van het kanaal, genaamd de Binnen Woesten en Buiten Woesten ontgonnen in het kader van de werkverschaffing ter bestrijding van de werkloosheid. Het ontstaan van de buurtschap Aadorp, met bebouwing op het kruispunt van en langs de verbindingsroutes naar Almelo (Gravenweg), Wierden (Bruglaan) en Vriezenveen (Parallelweg), is een feit.
Tot 1930 heette de buurtschap die nu Aadorp-West is 'De Woesten' en het huidige Aadorp-Oost 'Buiten Wonen'. Op 20 september 1930 bij de opening van de nieuwe brug over het Kanaal Almelo-De Haandrik sprak de heer J.M. Kamphuis, voor wiens huis de nieuwe brug is gelegen, de woorden 'gedacht de totstandkoming van de Woesten en Buiten wonen, nu deze beide buurten door een brug zijn verbonden, het wenselijk wordt geacht ze onder één naam samen te voegen, b.v. er de naam aan te geven van Aadorp omdat de gehele streek nabij het riviertje De Aa is gelegen'. Bij de raadsvergadering van 3 november 1930 wordt besloten de buurtschappen Buiten Wonen en De Woesten de naam van 'Aadorp' te geven.
De eerste aanzet was een particulier initiatief van J.M. Kamphuis. Kamphuis begon met het ontginnen van landbouwgrond in het veengebied, in die tijd bijna een moeras. Later nam hij het initiatief tot het bouwen van kleine vrijstaande huizen op ruime kavels. Dit om mensen uit Noord Nederland en de rest van Overijssel en Twente naar de omgeving van Almelo te lokken. De industrie daar zat in de jaren 1920 te springen om werknemers, maar veel mensen van "buiten" wilden niet in een rijtjeshuis of de stad wonen. Hypotheken werden onder meer verstrekt door bedrijven als Ten Cate. In de jaren 1930 gaf het bezit van een huis in Aadorp enige bescherming tegen ontslag, bedrijven wisten dat een ontslagen werknemer de hypotheek niet zou kunnen betalen. Het merendeel van de huizen is in de eenentwintigste eeuw gesloopt om plaats te maken voor veel grotere panden. De kerkweg heeft nog grotendeels de originele huizen, verder staan er nog wat her en der verspreid in het dorp.
In 1930 werd er een brug over het kanaal gebouwd en kwam er een meer planmatige ontwikkeling voor het gebied ten zuiden van de Bruglaan. Rond 1950 werd met het graven van de noordelijke zijtak van het Twentekanaal het industrieterrein Almelo-Noord in ontwikkeling gebracht. Dit industrieterrein ligt op korte afstand van Aadorp.
In de jaren 1930 zou er een zusterdorp komen bij Aadorp in het gebied Weitemanslanden. Dit is destijds breed aangekondigd. Tot meer dan een aantal klinkerwegen die nog steeds in een weiland op particulier terrein liggen is het nooit gekomen. Wel is er in 2008 op een kruispunt daar vlak bij een bank als monument geplaatst ter nagedachtenis aan de ontginning 70 jaar eerder van de Weitemanslanden, in het kader van de werkverschaffing van de jaren 1930. Bij die bank staat een bord met daarop een fotocollage met als opschrift "Weitemansdorp, het dorp dat nooit gebouwd werd".
Na 1984 is er voor Aadorp veel veranderd. De Bruglaan werd afgesloten als gevolg van de ontwikkeling van bedrijvenpark Noord-West Twente. Het buitengebied in noordwestelijke richting werd gebruikt voor bedrijfsterreinen. Als gevolg van de omsluiting en de gebrekkige relatie met Aadorp-Oost is Aadorp – De Woesten als het ware op een eiland komen te liggen.

## Faciliteiten
In Aadorp zijn geen winkels meer, wel kapperszaken, autobedrijven en kleinschalige bedrijvigheid, met name in de bouwsector. Verder is er de Aakerk (PKN), in 1992 gebouwd na de sloop van de kerk uit 1930. Deze kerk is in 2024 door de PKN verkocht aan de Gereformeerde Gemeente in Wierden die sinds 10 juli 2024 dit gebouw in bezit heeft en sinds die datum Gereformeerde Gemeente Wierden- Aadorp heet. Dorpshuis het Aahoes stamt uit 1973 en dient onder meer als sportzaal, toneelzaal en café.

## Trivia
Herman Finkers heeft er een sketch gesitueerd, "De Vinger in Aadorp".
Stad: Almelo      Dorpen: Aadorp · Bornerbroek · Mariaparochie (deels)      Buurtschappen: Tusveld · Bavinkel · Deldenerbroek (deels)

Wijken: Binnenstad · De Riet · Noorderkwartier · Sluitersveld · Wierdensehoek · Nieuwstraat-Kwartier · Ossenkoppelerhoek · Hofkamp · Schelfhorst · Windmolenbroek

Voormalige gemeenten: Ambt Almelo · Stad Almelo

Overijssel · Steden en dorpen in Overijssel      Nederland · Provincies · Gemeenten